# Ebba
Ebba ist ein weiblicher Vorname.

## Herkunft und Bedeutung
Der Name wird zumeist im Dänischen, Schwedischen, Norwegischen (selten im Deutschen) verwendet und ist die weibliche Variante von Ebbe.
Zudem stammt der Name vom altenglischen Name Æbbe ab, dessen Bedeutung jedoch unbekannt ist. Vielleicht ist es eine verkürzte Form eines längeren Namens. Saint Ebba war eine Tochter von King Æthelfrith von Bernicia im 7. Jahrhundert und die Gründerin von schottischen Klöstern. Eine andere Heilige namens Ebba war im 9. Jahrhundert Äbtissin und Märtyrerin, die ihr Gesicht verstümmelte, damit sie nicht von den dänischen Invasoren vergewaltigt wurde.

## Namensträgerinnen
- Ebba Amfeldt (1902–1974), dänische Schauspielerin
- Ebba Andersson (* 1997), schwedische Skilangläuferin
- Ebba Atterbom (1868–1961), schwedische Übersetzerin
- Ebba Brahe (1596–1674), schwedische Hofdame und Geschäftsfrau
- Ebba Busch (* 1987), schwedische Politikerin
- Ebba D. Drolshagen (* 1948), deutsche Übersetzerin und Publizistin
- Ebba Durstewitz (* 1971), deutsche Musikerin, Sängerin, Literaturwissenschaftlerin und Autorin
- Ebba Ekholm (* 1987), deutsche Schauspielerin, Musicaldarstellerin, Sängerin und Synchronsprecherin schwedischer Herkunft
- Ebba-Margareta von Freymann (1907–1995), erste Übersetzerin einiger Gedichte von J. R. R. Tolkien ins Deutsche
- Ebba Margaretha De la Gardie (1704–1775), schwedische Gräfin
- Ebba Hay (1866–1954), schwedische Tennisspielerin
- Ebba Hult De Geer (1882–1969), schwedische Geologin
- Ebba Haslund (1917–2009), norwegische Schriftstellerin
- Ebba Hedqvist (Bildhauerin) (1909–2001), schwedische Bildhauerin
- Ebba Hedqvist (Eishockeyspielerin) (* 2006), schwedische Eishockeyspielerin
- Ebba Johannsen (1899–1976), deutsche Schauspielerin
- Ebba Jungmark (* 1987), schwedische Hochspringerin
- Ebba Koch (* 1944), österreichische Kunsthistorikerin
- Ebba Lamprecht (* 1963), deutsche Architektin
- Ebba Lodden (1913–1997), norwegische Politikerin
- Ebba Lund (1923–1999), dänische Widerstandskämpferin im Zweiten Weltkrieg, Chemieingenieurin sowie Mikrobiologin
- Ebba Tove Elsa Nilsson, eigentlicher Name von Tove Lo (* 1987), schwedische Musikerin
- Ebba Schwimann-Pichler (1930–2019), österreichische Schriftstellerin
- Ebba Simon (1906–1999), deutsche Stifterin
- Ebba Sparre (1629–1662), schwedische Hofdame und bekannt als die beste Freundin von Königin Kristina
- Ebba Tesdorpf (1851–1920), deutsche Zeichnerin, Aquarellistin und Kunstsammlerin
- Ebba Tirpitz (1890–1972), römisch-katholische Ordensschwester, Generaloberin der Mariannhiller Missionsschwestern
- Ebba Eriksdotter Wasa (1491–1549), schwedische Adelige
- Ebba Witt-Brattström (* 1953), schwedische Literaturwissenschaftlerin